# Jacques Dubochet
Jacques Dubochet (Aigle, 8 juni 1942) is een gepensioneerd Zwitserse biofysicus. Hij is een voormalig onderzoeker bij het European Molecular Biology Laboratory in Heidelberg (Duitsland). Daarnaast is hij honorair hoogleraar in de biofysica aan de Universiteit van Lausanne (Zwitserland).

## Loopbaan
Dubochet begonnen in 1962 aan een studie technische natuurkunde aan de Universiteit van Lausanne (nu Technische Universiteit van Lausanne) en behaalde in 1967 aldaar een graad. Hij behaalde in 1969 nog een certificaat met betrekking tot de moleculaire biologie aan de Universiteit van Genève en begon daarna met het bestuderen van DNA met behulp van een elektronenmicroscoop. In 1973 voltooide hij zijn thesis met betrekking tot de biofysica aan de Universiteit van Genève en de Universiteit van Basel.
Hij was van 1978 tot 1987 groepsleider bij het Europese Laboratorium voor Moleculaire Biologie te Heidelberg (West-Duitsland). Van 1987 tot 2007 was hij als hoogleraar verbonden aan de Universiteit van Lausanne. In 2007 ging hij met emeritaat en werd hij benoemd tot honorair hoogleraar aan de Universiteit van Lausanne.
Tijdens zijn wetenschappelijke loopbaan ontwikkelde hij technologieën met betrekking tot de cryogene elektronenmicroscopie en cryogene elektronentomografie. Deze technologieën worden gebruikt om  biologische structuren zoals eiwitcomplexen of virusdeeltjes te ontrafelen.
In 2014 ontving hij de Lennart Philipson Award van het European Molecular Biology Laboratory. En in 2017 ontving hij samen met Joachim Frank en Richard Henderson de Nobelprijs voor Scheikunde "voor de ontwikkeling van de cryo-elektronenmicroscopie, waarmee in hoge resolutie de structuur bepaald kan worden van biomoleculen in oplossing." Met deze methode kunnen de samenstelling en structuur van eiwitten en virussen met behulp van een elektronenmicroscoop onderzocht worden.